# Dianthera pectoralis
La tila, tilo, curibano, carpintero, curia, hierba de la trinidad, piri piri, tapir, té criollo o yuquilla (Dianthera pectoralis) es una especie de planta con flores perteneciente a la familia de las acantáceas, que crece en la Amazonia.

## Descripción

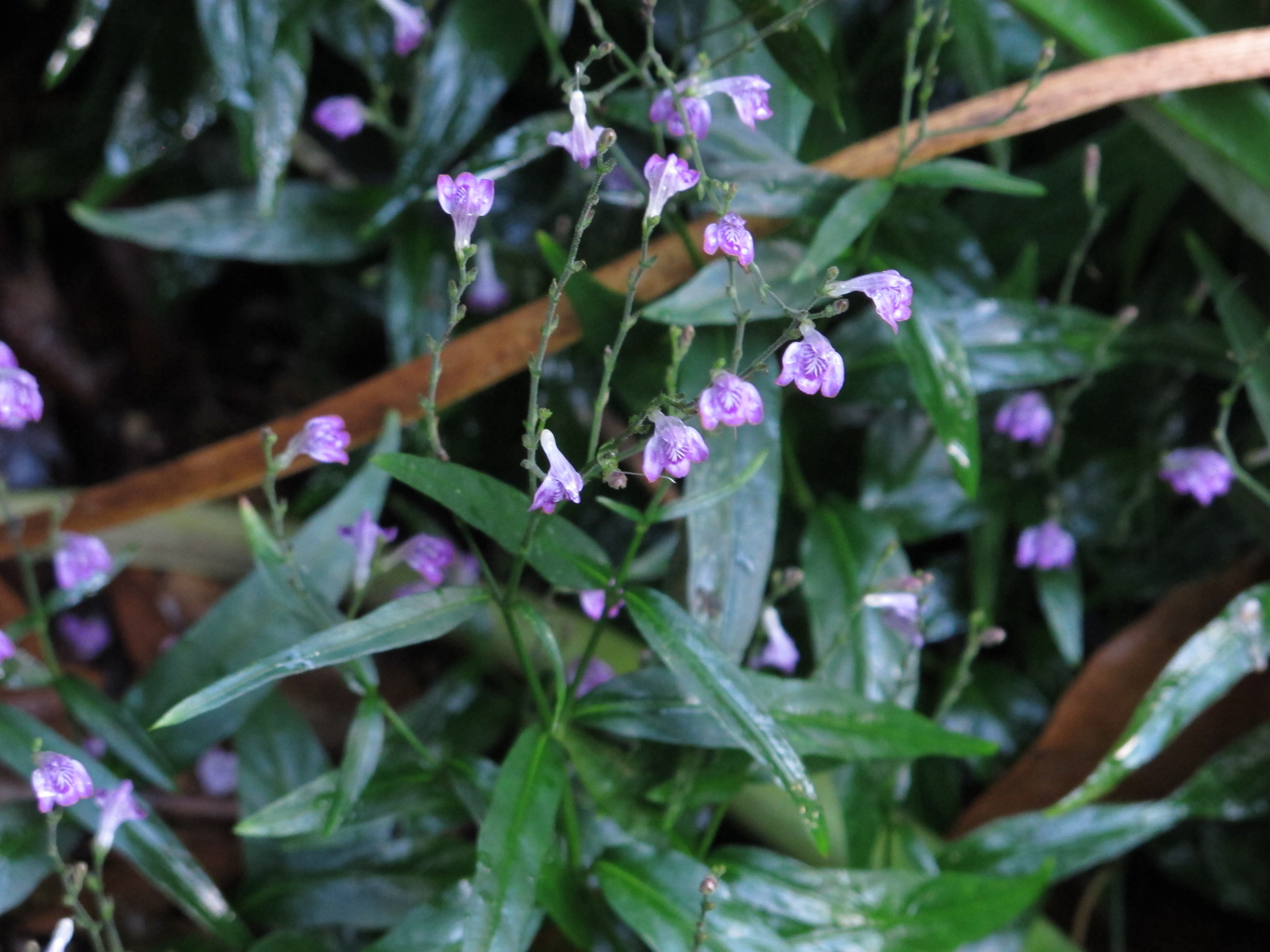
Detalle de la flor

Es una hierba subarbustiva o helófita que alcanza hasta 50 cm de altura. Hojas opuestas, lanceoladas y fragantes. Inflorescencia terminal en panícula, con flores de base blanca con la corola de color violeta a rosado.

## Distribución y hábitat
El área de distribución nativa de esta especie se extiende desde México y el Caribe hasta el sur de América tropical. Crece principalmente en el bioma tropical estacionalmente seco.

## Usos
Es utilizada por la medicina tradicional, que le atribuye efectos como desinfectante, cicatrizante, sedante, relajante de los músculos lisos, expectorante y astringente, entre otros. Estudios científicos indican que preparados de esta hierba pueden tener efectos antiinflamatorios y relajantes que ayudan a aliviar la gripe. En Cuba ha sido usada por los servicios de salud.
Baños en agua de las hojas se utilizan como antipirético, inhalaciones de las infusión del tallo y las hojas se usan como analgésico y tónico respiratorio y el jugo de las hojas para aliviar las aftas y como afrodisíaco. Las hojas son usadas por los indígenas craós como perfume.
Se considera que esta hierba puede ser utilizada como medicamento para las plantas cultivadas en pequeñas fincas.

## Taxonomía
La especie fue descrita originalmente como Justicia pectoralis por Nikolaus Joseph von Jacquin y publicada en Enumeratio Systematica Plantarum, quas in insulis Caribaeis 11, en 1760, actualmente es tanto un sinónimo como el basónimo de esta; y ulteriormente sería transferida al género Dianthera por Johann Friedrich Gmelin en Systema Naturae . . . editio decima tertia, aucta, reformata 2(1): 36, en 1791.

#### Etimología
Véase: Dianthera
pectoralis: epíteto latino que significa "relativo al pecho".